# Golo Brdo (Bijeljina, BiH)
Golo Brdo su naseljeno mjesto u sastavu Grada Bijeljine, Republika Srpska, BiH.

## Stanovništvo
| Golo Brdo          |              |
| godina popisa      | 1991.        |
| Srbi               | 195 (98,48%) |
| Muslimani          | 1 (0,50%)    |
| Hrvati             | 1 (0,50%)    |
| Jugoslaveni        | 1 (0,50%)    |
| ostali i nepoznato | 0            |
| ukupno             | 198          |